# Операція «Дедлайт»
Операція «Дедлайт» (англ. Operation Deadlight) — кодове найменування серії акцій Королівського флоту Великої Британії, що проводилися з метою затоплення трофейних німецьких підводних човнів, які капітулювали союзникам після поразки Німеччини у Другій світовій війні.

## Історія
З 156 німецьких підводних човнів, що здалися союзникам наприкінці війни, 116 були затоплені силами Королівського флоту Великої Британії в рамках операції «Дедлайт». Для реалізації замисленого британський флот планував відбуксирувати трофейні підводні човни до трьох районів, розташованих приблизно в 160 км на північний захід від берегів Ірландії, де потопити їх. Визначені райони отримали кодові назви XX, YY та ZZ. За задумом район XX мав бути основною зоною затоплення. Водночас 36 човнів доставили у зону ZZ, де планувалося використати їх як практичні цілі для повітряних атак. YY став резервною зоною, де за умови сприятливої погоди підводні човни переводилися із зони XX для затоплення силами флоту. Планувалося затопити ці підводні човни, не використовуючи вибухові заряди й не стріляючи по них з корабельної артилерії, як по цілях, що розраховувалося здійснити в ролі запасного варіанту, якщо не вдасться потопити німецькі човни.
До початку операції «Дедлайт», експерти флоту виявили, що багато підводних човнів, які перебувають в очікуванні утилізації, в поганому стані й не спроможні відшвартуватися та дістатися відкритих зон для подальшого затоплення. Через ці труднощі, а також погані погодні умови, 56 субмарин затонули ще до того, як вони дісталися визначених місць затоплення, а ті, що дійшли до цього району, як правило, були потоплені стрільбою гармат, а не вибуховими зарядами
17 листопада 1945 року сталося перше затоплення кораблів, а 11 лютого 1946 року — останнє.
Кілька німецьких підводних човнів уникнули долі тих, що затонули в операції «Дедлайт». На деякі з них Велика Британія, Франція, Норвегія та Радянський Союз претендували як призи. Чотири човни на момент капітуляції нацистської Німеччини були в Східній Азії, і перейшли в розпорядження Японії: U-181 був перейменований в I-501, U-195 — I-506, U-219 — I-505, U-862 — I-502, а ще два човни, U-511 і U-1224, були продані Японській імперії ще в 1943 році, та перейменовані на RO-500 та RO-501. Два підводні човни, які пережили операцію «Дедлайт», сьогодні є музейними кораблями. U-505, що був захоплений 4 червня 1944 року американцями, вже був призначений для затоплення, але американський контрадмірал Даніель В. Галері переконав не затоплювати ворожий човен і той став військовим меморіалом у Музеї науки та промисловості в Чикаго. U-995 був переданий британцями Норвегії в жовтні 1948 року і став норвезьким Kaura. Його повернули до Німеччини в 1965 році, де в жовтні 1971 року човен перетворили на корабель-музей у Лабе.
Між 2001 і 2003 роками британський морський археолог Іннес Маккартні виявив та обстежив 14 затонулих кораблів, включаючи рідкісний підводний човен типу XXI U-2506, який служив колись під командуванням Горста фон Шретера; успішний підводний човен типу IXC, U-155, яким командував Адольф Пінінг, та U-778, який найбільш вцілілих серед усіх затоплених U-Boot.